# الکساندر مدینا
الکساندر مدینا (انگلیسی: Alexander Medina؛ زادهٔ ۸ اوت ۱۹۷۸) بازیکن سابق و مربی فوتبال اهل اروگوئه است.
از باشگاه‌هایی که در آن بازی کرده‌است می‌توان به باشگاه فوتبال ناسیونال اروگوئه، باشگاه فوتبال کادیس، باشگاه فوتبال لیورپول (مونته‌ویدئو)، و باشگاه فوتبال آرسنال ساراندی اشاره کرد.
وی همچنین در تیم ملی فوتبال اروگوئه بازی کرده‌است.